# Pen (wstrzykiwacz insuliny)

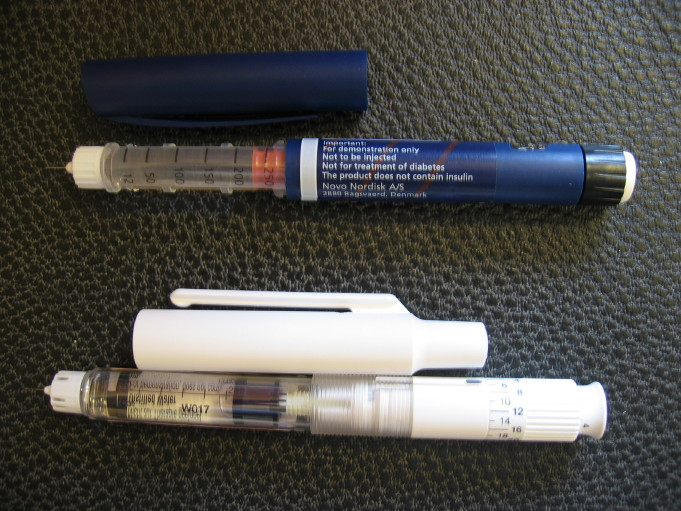
Automatyczne wstrzykiwacze insuliny, tzw. peny

Pen – automatyczny wstrzykiwacz insuliny z wbudowaną skalą. Nazwa wywodzi się od jego kształtu (pen to po angielsku „pióro”).
Peny ułatwiają bezpieczne i dokładne podanie koniecznej dawki insuliny (np. peny dla osób słabowidzących z dużymi cyframi na skali) i dodatkowo zmniejszają strach związany z widokiem igły i strzykawki (peny typu PenMate, stosowane u dzieci, mają dodatkowo ukrytą igłę w specjalnej nakładce, co czyni ją niewidoczną).
Do penów używane są wkłady zawierające insulinę w stężeniu 100 jednostek w mililitrze. Wkład ma zwykle 3 ml pojemności.

## Igły
We wszystkich penach stosuje się igły jednorazowe. W zależności od producenta występują one w różnych wariantach długości: 4 milimetry, 5 milimetrów, 6 milimetrów i 8 milimetrów. Dawniej stosowano również igły o długości 12 milimetrów oraz 12,7 milimetra – obecnie odchodzi się od nich z uwagi na łatwość wkłucia do tkanki mięśniowej, co skutkuje niewłaściwym podaniem insuliny.
Z uwagi na budowę ludzkiej skóry, lekarze najczęściej rekomendują używanie igieł o długościach od 5 do 8 milimetrów. Zapewniają one odpowiedni poziom bezpieczeństwa oraz skuteczność wstrzyknięcia.
Igły do wstrzykiwaczy (penów) są pakowane w sterylne opakowania. Składają się z:
- korpusu – część główna, przykręcana bezpośrednio do pena
- kaniuli – część przechodnia, przez którą przepływa insulina podczas wstrzykiwania
- igły właściwej – metalowa rurka, wprowadzana pod skórę
- osłony wewnętrznej – plastikowa część chroniąca igłę przed uszkodzeniem, zdejmowana przed iniekcją
- osłony zewnętrznej – plastikowa część chroniąca całą igłę przez kontaktem z bakteriami oraz uszkodzeniami mechanicznymi.

Jak wskazują liczne badania, wielokrotne wykorzystywanie tej samej igły może być niebezpieczne dla ludzkiego zdrowia. Zwiększa się w ten sposób ryzyko występowania: lipodystrofii, infekcji skóry oraz niedocukrzenia. Z uwagi na to wielu producentów stosuje igły wyposażone w układ uniemożliwiający jej ponowne wysunięcie po wykonaniu zastrzyku.

Przeczytaj ostrzeżenie dotyczące informacji medycznych i pokrewnych zamieszczonych w Wikipedii.